# Nassir Little
Nassir Shamai Little (Pensacola, 11 de fevereiro de 2000) é um jogador norte-americano de basquete profissional que atualmente joga no Phoenix Suns da National Basketball Association (NBA).
Ele jogou basquete universitário no North Carolina Tar Heels e foi selecionado pelos Trail Blazzers como a 25ª escolha geral no draft da NBA de 2019.

## Carreira no ensino médio
Little jogou suas duas primeiras temporadas na Oakleaf High School e depois foi transferido para a Orlando Christian Prep, onde jogou pelo resto de sua carreira no ensino médio. 
Em sua últimas temporadas, ele levou o Orlando Christian Prep a títulos consecutivos do estado da Flórida. Little se destacou durante o McDonald's All-American Game em 2018 ao registrar 28 pontos, 5 rebotes, 1 assistência e 1 roubo de bola e ganhar o prêmio de MVP. Ele também ganhou o prêmio de MVP no Jordan Brand Classic após somar 24 pontos em 25 minutos. Assim, ele se juntou a LeBron James como apenas o segundo jogador a ganhar os prêmios de MVP em ambos os jogos All-American do ensino médio.
Little foi classificado como o segundo melhor candidato do ensino médio de 2018 pelo serviço de recrutamento Rivals.
| Informações de Recrutamento | Informações de Recrutamento            | Informações de Recrutamento | Informações de Recrutamento | Informações de Recrutamento | Informações de Recrutamento |
| Nome | Cidade Natal                           | Escola/Universidade         | Altura                      | Peso                        | Data da revisão             |
| --- | -------------------------------------- | --------------------------- | --------------------------- | --------------------------- | --------------------------- |
| Nassir Little SF | Orange Park, FL                        | Orlando Christian Prep      | 2.01 m                      | 98 kg                       | 04 de Outubro de 2017       |
| Nassir Little SF | Recrutamento: Rivais: ESPN: 247sports: |                             |                             |                             |                             |
| Classificações gerais de recrutamento: Rivals: 2º \| 247sports: 2º \| ESPN: 6º |                                        |                             |                             |                             |                             |
| - Nota: Em muitos casos, Scout, Rivals, 247Sports e ESPN podem entrar em conflito em suas listas de altura e peso, nestes casos, a média foi obtida. - Nota: A ESPN mede os calouros numa escala de 0 a 100. - Fonte: |                                        |                             |                             |                             |                             |

## Carreira universitária

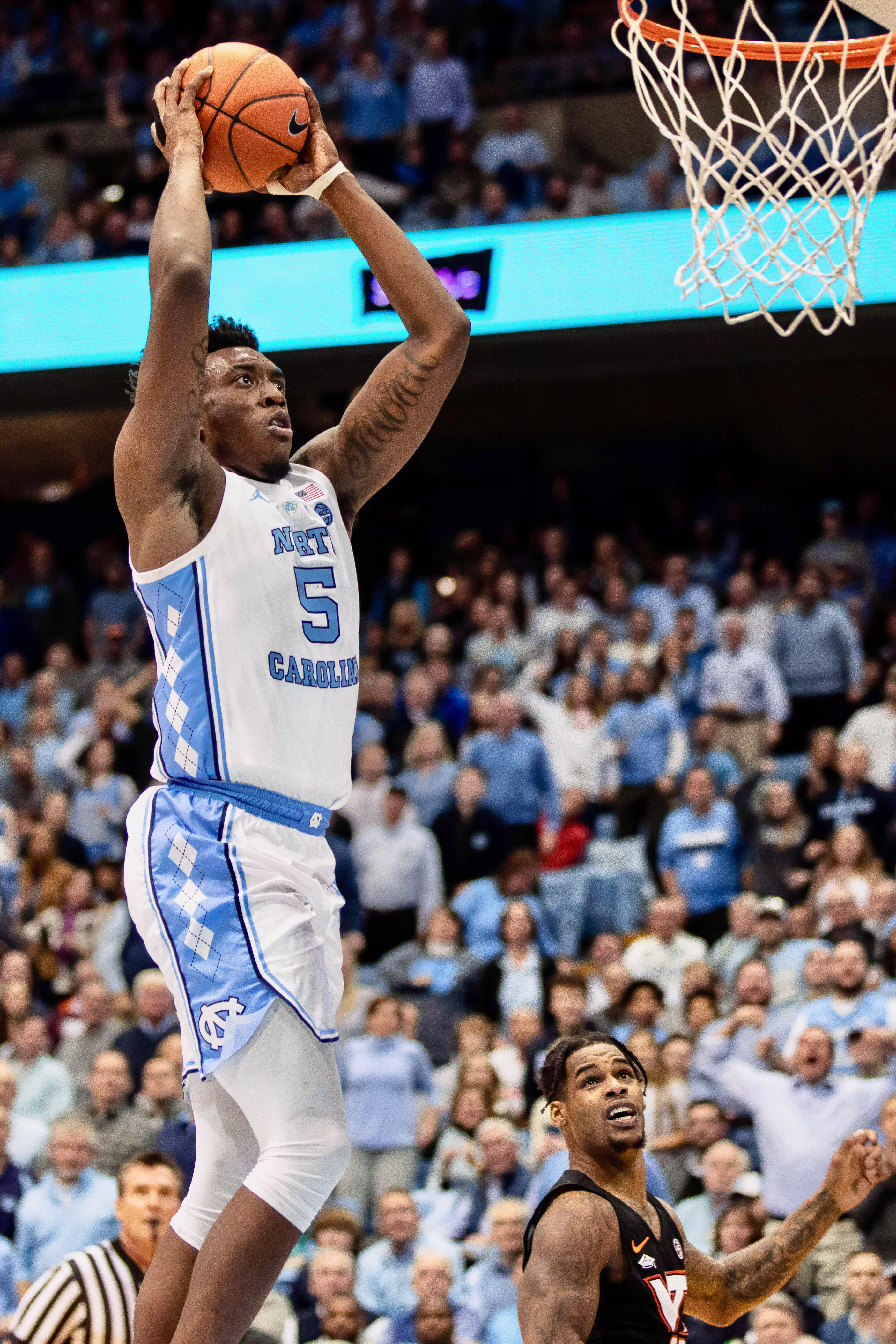
Little saltando para uma enterrada em 2019.

Little se comprometeu a jogar pela Carolina do Norte em 4 de outubro de 2017. Ele fez sua estreia pelo Tar Heels em 6 de novembro de 2018, registrando 7 pontos, 3 assistências e 2 bloqueios durante a vitória de 78-67 sobre os Wofford Terriers. Little registrou 23 pontos, 6 rebotes e 3 assistências na vitória sobre Virginia Tech por 103–82.
Na conclusão de sua temporada de calouro, Little anunciou sua decisão de abrir mão de sua elegibilidade universitária e se declarar para o Draft da NBA de 2019, onde foi projetado para ser uma seleção de primeira rodada.

## Carreira profissional

### Portland Trail Blazers (2019–Presente)
Em 20 de junho de 2019, o Portland Trail Blazers selecionou Little como a 25ª escolha geral no draft da NBA de 2019. Em 1º de julho de 2019, Little assinou um contrato de 4 anos e US$10.80 milhões com os Blazers.
Em 1º de fevereiro de 2021, Little registrou 30 pontos, o recorde de sua carreira, 6 rebotes, 2 bloqueios, 1 assistência e 1 roubo de bola.
Em 27 de janeiro de 2022, Little sofreu uma ruptura labral no ombro esquerdo. Quatro dias depois, os Trail Blazers anunciaram que ele passaria por uma cirurgia e perderia o resto da temporada.
Em 19 de outubro de 2022, Little concordou com uma extensão de contrato de 4 anos e US$ 28 milhões com os Trail Blazers.

## Estatísticas da carreira

### NBA

#### Temporada regular
| Ano      | Equipe   | PJ  | PT | MPJ  | AP   | 3P   | LL   | RT  | AS  | BR | TO | PPJ |
| -------- | -------- | --- | -- | ---- | ---- | ---- | ---- | --- | --- | -- | -- | --- |
| 2019–20  | Portland | 48  | 5  | 11.9 | .430 | .237 | .636 | 2.3 | .5  | .3 | .3 | 3.6 |
| 2020–21  | Portland | 48  | 2  | 13.3 | .467 | .350 | .800 | 2.7 | .5  | .1 | .3 | 4.6 |
| 2021–22  | Portland | 42  | 23 | 25.9 | .460 | .331 | .734 | 5.6 | 1.3 | .6 | .9 | 9.8 |
| 2022–23  | Portland | 54  | 4  | 18.1 | .442 | .367 | .717 | 2.6 | .9  | .4 | .4 | 6.6 |
| Carreira | Carreira | 192 | 34 | 17.3 | .449 | .321 | .721 | 3.3 | .7  | .3 | .4 | 6.1 |

### Universitário
| Ano     | Equipe         | PJ | PT | MPJ  | AP   | 3P   | LL   | RT  | AS | BR | TO | PPJ |
| ------- | -------------- | -- | -- | ---- | ---- | ---- | ---- | --- | -- | -- | -- | --- |
| 2018–19 | North Carolina | 36 | 0  | 18.2 | .478 | .269 | .770 | 4.6 | .7 | .5 | .5 | 9.8 |

Fonte: